# Баффало (городской округ)
Баффало (англ. Buffalo City Metropolitan Municipality) — столичный муниципалитет, городской округ с пригородами в Восточно-Капской провинции Южно-Африканской Республики. Административным центром агломерации является Ист-Лондон (реже (африк. Oos-Londen, коса eMonti), реже Баффало-Сити (англ. Buffalo City).
До 2011 года Баффало-Сити был городком в округе Аматоле.
Расположен на восточном побережье Восточно-Капской провинции. Создан как местный муниципалитет в 2000 году после реорганизации муниципальных районов в Южной Африке и назван в честь реки Баффало, в устье которой находится единственный речной порт в Южной Африке.
По переписи 2016 года его население составляло 834 997 человек. Территория занимает площадь 2 527 км² и делится на 45 избирательных округов (районов).
Муниципалитет Буффало-Сити граничит на севере с местным муниципалитетом Амахлати, на востоке с муниципалитетом Грейт-Кей, на западе с муниципалитетами Нгкушва и Нконкобе, на юге омывается Индийским океаном.
Здесь имеется хорошо развитая производственная база, большую роль в которой играет автомобильная промышленность. Daimler AG через свою дочернюю компанию Mercedes-Benz South Africa (MBSA) владеет крупным автосборочным заводом, расположенным рядом с портом Ист-Лондона, который производит различные автомобили на экспорт.
Климат мягкий, солнце круглый год. Среднее количество осадков составляет 850 мм.
Население, в основном, составляют африканцы (85,2 %), с белыми (8,4 %) и цветными (5,7 %) меньшинствами. Есть также небольшая индийская община (0,6 %).

## Города-побратимы
- Нидерланды Лейден Нидерланды
- США Милуоки США
- Швеция Евле Швеция